# Alois Ketzlik
Alois Ketzlik (* 23. November 1886 in Wien, Österreich-Ungarn; † 20. August 1938 in Butowo) war ein österreichischer Kommunist.
Ketzlik war Buchdrucker von Beruf und Gewerkschaftsmitglied. 1919 trat er der Kommunistischen Partei Österreichs (KPÖ) bei. Von 1922 bis 1932 saß er im Zentralkomitee, zeitweise auch im Politbüro der Partei. Er wurde Gewerkschaftsfunktionär, Arbeiterkammerrat und Redakteur der Roten Fahne. Ketzlik nahm am 3. und 4. Kongress der Komintern teil. 1933 floh er über Prag in die Sowjetunion. 1938 fiel er dort den Stalinschen Säuberungen zum Opfer.
Seine Lebensgefährtin Margarete Mengel, eine Kommunistin aus Düsseldorf und Mitarbeiterin der Deutschen Zentral-Zeitung in Moskau, wurde am 14. Februar 1938 verhaftet und ebenfalls am 20. August 1938 in Butowo erschossen.

## Quelle
- DÖW  - Erinnern - Biographien - Österreichische Stalin-Opfer bis 1945 - Stalin-Opfer: K - Ketzlik, Alois. Abgerufen am 25. November 2018.

| Personendaten    | Personendaten              |
| ---------------- | -------------------------- |
| NAME             | Ketzlik, Alois             |
| KURZBESCHREIBUNG | österreichischer Kommunist |
| GEBURTSDATUM     | 23. November 1886          |
| GEBURTSORT       | Wien                       |
| STERBEDATUM      | 20. August 1938            |
| STERBEORT        | Butowo                     |